# 嗚呼!!花の応援団
『嗚呼!!花の応援団』（ああ!!はなのおうえんだん）は、どおくまんによる日本のギャグ漫画、およびそれを原作とした映画。

## 概要
1975年から双葉社の『週刊漫画アクション』に連載された、どおくまんの出世作である。稚拙だが力強い絵柄がストーリーによくマッチしたヒット作となり、単行本5巻までの1976年12月時点で、発行部数は400万部に達した。また、4回にわたり映画化された。漫画単行本は6〜7年ごとに再版されており、双葉社版3回のほかホーム社版・徳間書店版が発刊され長期に亘って読み継がれている。2014年には電子書籍版が eBookJapan Plus より発刊され各種ウェブコミックサイトで購読できる。
大阪南部の田舎にある設定の架空の大学・南河内大学の応援団を舞台に展開する、暴力、下ネタなど過激な内容の多いギャグ漫画である。
怪力の親衛隊長・青田赤道（あおたあかみち）が暴れ回って周囲に迷惑を及ぼしたり、事件を解決することがあらすじではあるが、そのほかの登場人物にもスポットライトが当てられることも多く、またギャグが控えめで涙をさそう人情話もまれに挿入される。
連載開始前、当時のアクション編集部は「便所の落書き」と評しており、作品の掲載を拒否していたが、当時のどおくまんの担当編集者が自身の首をかけて掲載を断行したというエピソードもある。連載途中より「クェックェックェッ」「ちょんわちょんわ」「役者やのう」などの独特の言葉を生み出しており、唯一の女性レギュラーで青田に恋焦がれている質屋の娘「みすず」のその容貌や独特の言葉もリアルタイムの世代に大きな印象を与えている。また、ギャグ漫画という形を取りつつも、応援団という組織の本質をなかなか忠実に表現しているという関係者からの評価もある。

## 登場人物

### 南河内大学応援団親衛隊

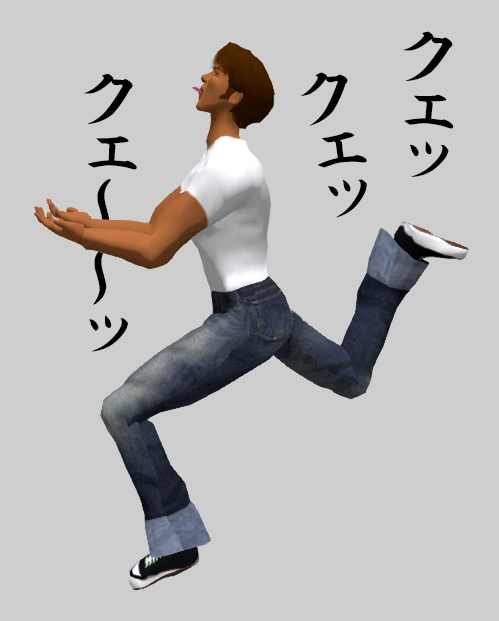
「クェックェックェッ」のジェスチャー

青田 赤道（あおた・あかみち）
親衛隊隊長で3回生（途中から4回生）でこの作品の主人公（ただし、全話に登場するわけではない）。顔の2つの傷にキセルがトレードマーク。年齢不詳。
身長185cm体重100kgバスト150cmウエスト100cmヒップ150cm。
怪力の持ち主で、とにかく普段は凶暴な性格で女好きであり、他の部活動メンバーや他大学の応援団はもちろん、ヤクザともしょっちゅう喧嘩し女を求めてキャバレーなどで豪遊しているが、時には1回生をサポートすることもあり、下記の富山や北口をはじめ1回生らからは慕われている。
山口県出身で、県下屈指の大地主、青田玄道（あおた・げんどう）の一人息子。前述の通り「ちょんわちょんわ」 「クェックェックェッ」 「シビア～」などの名ゼリフが多い。
小学校で習う分数の足し算を見て｢なんちゅう難しい問題や｣というほど頭は悪い（富山らに替え玉でテストを受けさせていたことがある）が、悪知恵はすこぶる働くようで、団の借金を青田に押し付け卒業しようとした幹部3人組を策略で落第させたりしている。
中学生の時から応援団員で旗手も務めていた（そのため、南河内大学応援団でも大団旗の旗手を務めていた）が、相撲部員だった年上の従兄弟・河原城（かわはら・じょう）が、怪力の相手選手・小笠原次郎（おがさわら・じろう）との試合中に強引な技を受け死亡。河原が死んだ後、相撲部に入部しており、中学の途中から高校卒業まで、小笠原を倒すべく相撲部員になったという過去を持っている（なお、大学で応援団に戻った理由は、青田が1回の時、南河内大学には相撲部が無く同好会扱いであったため）青田は後に小笠原打倒を見事に果たしている。
上げることがほぼ不可能といわれた「上がらずの大団旗」（後述）をも、軽々と上げてしまうほどの怪力ぶり。
また、意外な特技として剣道がある。これは父・玄道の影響でもある。この他、スポーツはほぼ万能で、南河内大学野球部の助っ人として試合に出場し，代打満塁さよなら逆転ホームランを放つ（その試合で初めて旗手を務めたのが、後述の富山一美）。
子供の頃、オバケが苦手だったと玄道に暴露されたことがある。また、極度の高所恐怖症で、剛田に高層ビル最上階のレストランに連れて行かれた際や、無理矢理飛行機に乗せられた際には狂乱状態に陥った。
口癖は「オメコ」。テレビのクイズ番組に出演した時には問題に対する解答として口走ったこともある（連想クイズ形式で、その際に出されたヒントは「花」）。
同期生に芳地・宮・高橋・太地という比較的凡庸な団員が居るが、幹部たちの会話に登場するのみで、本編には登場していない。
富山 一美（とみやま・かずよし）
親衛隊1回生（途中より2回生）でこの作品の主要メンバーで1回生の中心人物。
兵庫県姫路市出身。家族は父母と妹。実家に帰省する回があり、そこで明かされている。
南河内大学に入学したその日に無理やり応援団に入団させられた。青田以外で大団旗を掲げられる数少ない存在の一人（もう一人は後述の木村光太郎）。初めて掲げたのは野球の試合で、その試合の最終盤に青田が助っ人として出場していた。
親衛隊に所属している（青田が大団旗をかかげた富山の活躍を聞きつけて北口共々引き入れた）ため、下記の北口と共に青田と行動を共にすることが多い。
作中ではストーリーテラーの役割を果たすことも多く、狂言回しとしても重要な役どころを占める。
北口 良一（きたぐち・りょういち）
親衛隊1回生（途中より2回生）。口ひげと刈上げ頭が特徴。
富山とともにこの作品の主要メンバーで、親衛隊員として青田とともに行動することが多い。
電車内で発見した痴漢をやっつけようとして、被害者の誤認から逆に逮捕されたこともあり、この時は富山をはじめとする同期の協力で冤罪が証明され、真犯人グループが捕まり、北口も釈放された。
富山と北口が主役の回も多く、1回生の中でも特にこの2名が回を重ねるごとに逞しくなっている。

### 南河内大学応援団幹部
4回生の3人組。1、2回生に対する理不尽なしごきやパワーハラスメント、合宿費用のピンハネなど団内で横暴を振るっている。後輩の肩を持つことが多い青田のことは全員で目の敵にしており（特に小川と下村。木村については、青田を嫌ってはいるが、ある程度青田を認めている描写もある）、事件などで彼に火の粉が振りかかるかと思えば喜ぶ他、一泡吹かせようと画策したこともある。しかし、後輩であるにも関わらず喧嘩の腕前と悪知恵で勝る青田には頭が上がらない。また、団のOBには胡麻を擂りまくっている。上記の通り青田の策略で落第し途中から5回生に。
木村光太郎（きむら・こうたろう）
応援団長。特徴的な形をした眼鏡がトレードマーク。団長としての立場からか、幹部3人の中で唯一学ランの第1ボタンを常にかけている。一度だけ木村姓の別名で登場したことがある。
団長であるが、下記の2名に比べるとインパクトが薄いためか、登場回数は比較的少ない（大抵、小川と下村の2名で行動している）。しかし、主役を張ったストーリーも幾つかある。
1回生の時は下戸で酒が飲めず苦労しているエピソードがある。
眼鏡を外し髪形を青田に合わせ、顔の傷と髭を描けば青田とそっくりになる。そのため、青田の代わりに大団旗を持たされたことがあり、大団旗を掲げられる数少ない存在のうちの一人である。
小川（おがわ）
副団長（統制部長兼務）を務めており、いかつい顔つきにちょび髭が特徴。四国出身。
下記の下村と共に、1回生がアルバイトしているデパートにおいて、女性店員にわいせつ行為をしたり、ツケという名目で品物を奪うなど悪事を働く。下村とは喧嘩するほど仲の良い間柄。
落第前は、なぜか一流企業に就職が内定していた。また、10万円の雪駄を購入しながら、不慮の事故ですぐボロボロにされたこともあり、無惨な姿となった雪駄を抱えて号泣していた。
下村 薫（しもむら・かおる）
会計を務めており、肥満体と腹をたたく「太っ腹踊り」が特徴。
大学から支給される応援団費を幹部のキャバレー費用に流用するなどして2ヶ月程度で使い切る体たらくぶりを発揮している。また、食べることも大好き。
高校時代の同級生の女性に、その後も思いを寄せ続けているなど、純情な一面も。

### その他の南河内大学応援団員

#### 2回生（その後3回生）
小林 信治（こばやし・しんじ、シナリオにより「良一」（りょういち）、「正信」（まさのぶ）とも表記）
2回生の一人。3・4回生からは毎日のようにいびられ、1回生からも突き上げを食らったりしているが、時には1回生を思い切り叱り付ける時もある。
酒に弱く、一度先輩の隠し酒をくすねてラッパ飲みし、豹変したことがある。しかし、本人に酒を呑んで豹変していた間の記憶はなかった。
同期生も応援団内外にいると思われるが、小林以外はあまり出てこない（進級後に一部の同期生が、合宿の回で1コマのみ登場している）。

#### 1回生（その後2回生）
村上 豊（むらかみ・ゆたか）
1回生メンバーの1人。1回生メンバーの中では比較的女性にもてるようであるが、付き合った彼女の写真を見た小川と下村から彼女に合わせるように強制されたり、失恋したショックでぼろアパートに引っ越したりと女性関係はうまくいっていない模様。
幹部メンバーから目を付けられているようで、前田とは対照的にしごきでひどい目に遭っていることも多い。
かなりの筋肉質であり、団旗掲揚者決定試験でも有望視されたものの、気合いとかけ声だけで団旗を揚げることはできなかった。
前田 等（まえだ・ひとし）
途中から入団したメンバー。坊主頭。
分数計算ができないほど頭が悪く、他の1回生からも半ば馬鹿にされているが、周囲に甚大な被害を及ぼすほどの天然ボケであるため、4回生3人も前田だけは避けることが多く、それが幸いしてしごきから逃れることも多い（但し、作中では薬痴寺によるしごきの最初の被害者となっている）。
いつもポケーとしているが、1回生の1人で唯一と言える友人である中島が父親の運送店を継ぐため退団する際には、大型トラックの購入資金に充てさせようと、持っていた当たりの宝くじ(100万円)をこっそり譲ったり、勝手に退団したとして中島が幹部から凄まじいリンチを受けた時は、木刀を持った小川の前に立ちはだかり身代りになろうとする（他の1回生メンバーは、連帯責任が及ぶことを恐れ、中島には当初冷淡な対応に出た）など、かなりの男気も持ち合わせている。
また、前述の宝くじの他にテレビのクイズ番組の出場募集に当選するなど、意外とクジ運も良い。

#### 1回生（退団者）
中島 勉（なかじま・つとむ）
1回生メンバーで上記の前田と仲が良かった。
青田からは将来の団長候補と言われるほど練習熱心で根性もあったが、実家の運送屋を営む父親が体調不良になり、家業を継ぐために退団を決意。
退団の際に小川ら幹部から凄惨なリンチを受けるが前田、さらには青田が止めに入る。そして団員たちのエールに送られ南河大を後にした（ちなみにこの際、青田は幹部からの餞別と称して彼らから財布を掏り中島に渡している）。
福井（ふくい）
初期に登場した純情な1回生。
さる女性に恋をしていたが、その女性が剛田と関わりある女性であることがわかり（詳細は剛田の項を参照）、ショックで退団。
山本 清（やまもと・きよし）
初期に登場した1回生。滋賀県出身で、大阪まで長距離通学していた。
たまたま立ち寄ったストリップ劇場で、花園ローズというストリッパーに一目惚れし、彼女に付いて一座と共に旅に出てしまい、大学や団もそのまま辞めてしまう。
その後、最終回で富山や北口と、偶然に再会する。
河内八郎太（かわち・はちろうた）
女が抱き放題と聞いて南河内大学応援団に入団してきた1回生。
大阪一の暴力団、関西悪心会（かんとうあくしんかい）会長の孫という立場をひけらかし傍若無人に振舞うが、青田に焼きを入れられる。
その後祖父と組員を引き連れて応援団に殴りこむが、祖父は自分の威光を笠に着た八郎太の振舞いに逆に激怒し、青田の目の前で八郎太に制裁を加え謝罪した。
その後の登場がないため、退団したものと考えられる。

#### 1回生（主要キャスト進級後に登場）
友田 公平（ともだ・こうへい）
富山らが進級した後に入団した1回生。
当初は応援団に無理矢理入団させられた経緯などから真面目にやろうとしない態度を見せていたが、色々と体験する中で徐々に応援団員としての自覚を持ち始める。

### 南河内大学応援団OB
剛田 満（ごうだ・みつる）
顔を一周する髭（フルフェイス髭）と、かつて横暴な上級生団員から下級生団員を庇った際に付けられた（当該の上級生団員は、良心の呵責を感じていた模様）左目の傷がトレードマーク。様々なシチュエーションで起きる青田らによる惨状を見て言う「団の面目丸つぶれ」が口癖（オチの台詞として定着）。
現役時代は親衛隊長を務めていた。
日頃は温厚な性格で、全団員から慕われている。青田も、彼には恩義がある模様で、応援団関係者の中で彼には唯一頭が上がらない。青田ほど回数は多くないが喧嘩も強く、青田と二人がかりとはいえ力士をボコボコにしたことがある。
美人の妹がいる。
女（美容師）を囲っていたことがあるが、その女とどうなったかは不明。
薬痴寺（やくちじ）
河童のような禿頭がトレードマーク。「役者やのう」が口癖。
現役団員時代には「団始まって以来のしごきの鬼」と呼ばれていた過去があり、先述の口癖も多くの場合、しごきに音を上げた団員に対し「（バテたりする等の）演技が上手い」という意味が込められている。
時折練習に姿を見せては、この「役者やのう」を口にすると共に拷問に近いしごきを行う（4回生3人も対象の例外ではない）ため、特に3回生（青田を除く）以下の団員からは非常に恐れられている。しかし、青田をしごいたこともあるが、全く通じなかったばかりか、返り討ちにされてしまった。
意外と人情家であり、前述の剛田に対しては何かと恩義を感じている模様。
妻と子供が二人いる。また、車を持っているが、途轍もないオンボロである。
サラリーマンだったこともあるが、勤務先の会社が倒産してしまったため、転職して関東だきの屋台を引いていたことがある。しかし、その屋台で出されたものはとても人が食べられるようなものではなく（売れ残っても処分せず長期間放置したままなので異臭を放っている上、混入したネズミやゴキブリなどもそのまま具材として煮込まれている）、無理矢理食わされた富山と北口は案の定、翌朝になって腹痛を起こした（自らも仕返しに富山のアパートで酷いラーメンを食べさせられた）。その後、やくざの親分が屋台のおでんを食べて気分が悪くなり、仕返しに子分らによって屋台を壊され廃業を余儀なくされたが、薬痴寺自身は剛田の口利きで再就職先が見付かった。
進々堂直行（しんしんどう・なおゆき）
南河内大学応援団初代団長。軍服のような服装を身につけている。
常に直進していないと気が済まない性格。応援団に久々に顔を見せた際にも、団の精神を植え付けると称して、団員らに直進行進をさせたりした。
卒業後は直進山（ちょくしんやま）の四股名で大相撲力士をしており、一時は十両まで昇進したことがあった。引退に際し、剛田らOBの指令によって、当時現役の応援団員が応援に駆け付けている。

### 応援団以外の部

#### 空手部
猫田 猫蔵（ねこた・ねこぞう）
空手部主将で、胴着と、両側にピンと跳ねた髪型がトレードマーク。多彩な空手の技を会得している。
当初は応援団と仲が悪く、小川ら幹部連や青田とは、常に喧嘩を繰り返していた。しかし、青田が前述の小笠原打倒のために全国大会に出場する相撲部の助っ人となった際には、彼の要望で共に助っ人を買って出るなど、次第に応援団メンバーの悪友として定着していく。

#### 相撲部
輪島（わじま）
相撲部主将。「牛殺しの輪島」の異名を持つ。
南河内大学内異種格闘技戦で初登場するが、当初は相撲部は同好会扱いだったことが、後に青田の相撲挑戦の回で明らかにされる。
異種格闘技戦の頃は青田とは仲が悪かったが、その後は仲良くなっている。

#### ボクシング部
竜崎（りゅうざき）
ボクシング部主将。「カミソリの竜」の異名を持つ。
部員不足に悩む中、応援団に団員を貸すよう要求し、富山を試合に駆り出したことがある。
前述の異種格闘技戦にも出場している。

### 他大学

#### 浪華大学（なみはなだいがく）
南河内大学とは宿命のライバルに当たる大学。ライバル校の中では最も登場回数が多い。
角木（かどき、映画昭和版：すみき）
浪華大学応援団長。大学生ながら、禿げ上がった頭と、濃い顎鬚が特徴。いつも笑っているような表情を見せている。
「笑てるのとちゃうんよ」が口癖。笑い声は「ひはははー」、「にょほほほー」。
青田や小川ら南河内大学応援団とは、何かに付けて張り合っており、喧嘩や抗争が絶えないが、その都度青田らに痛い目に遭わされることも多い。

#### 雲竜大学（うんりゅうだいがく）
桂 三下（かつら・さんした）
雲竜大学応援団長。
太極拳を得意とする。
角木と共に青田らに挑戦し、浪華・雲竜両大学応援団の連合軍と青田との間で大規模な戦いを展開したが、青田の前に敗れ去った。

#### 菊水大学（きくすいだいがく）
大井 岩鉄（おおい・がんてつ）
菊水大学8回生（所属する部は不明）。
富山や北口ら応援団員が、ストライキに対するロックアウトのアルバイトで赴いた会社に於いて知り合う。
青田の顔に傷を付けたと吹聴して、アルバイトに来ていた学生らの尊敬を集めようとし、スト隊の前でもいきがったが、スト隊からの攻撃には呆気無くやられてしまう。実際には青田の名前を利用しての火事場泥棒であり、ストの騒擾に乗じて会社から金を盗んで逃げようとしたが、スト隊に見つかり激しいリンチを受けた。

#### 大早々女子大学(おうそうそうじょしだいがく)
凄山美佐子（すごやま・みさこ）
大早々女子大学応援団長。
男勝りな性格で、団員をナンパしようとしたチンピラ数人を撃退するほど。ガマガエルを髣髴とさせる風貌をしており、「ゲロッゲロツ」と笑う。
酔っ払って家を間違え、女子寮の部屋で寝泊りしてしまった富山と北口を痴漢と決めつけ取り押さえる。その際に屈辱的な要求を行い、これを拒否すると二人を裸にして拉致するなど辱めたため、青田の逆鱗に触れる。
なお、凄山以外の団員は全員美人であるため、報復として一人残らず青田に犯されてしまった。

#### 関東大学（かんとうだいがく）
鈴本（すずもと）
関東大学応援団長。
関東の大学の応援団の総元締的な存在。銀座の高級クラブをキャバレーと勘違いし豪遊していた青田を、あっさりと倒したこともある。
同大学のOBである梶山一刀斎の父・梶山幻夜斎の作となる「上がらずの大団旗」を上げようとしたが、失敗し左腕を失っている。

梶山一刀斎（かじやま・いっとうさい）
関東大学応援団OB。
前述の「上がらずの大団旗」の作者である梶山幻夜斎の息子。
団旗に煙管の焦げ穴を開けてしまい、剛田の指示で代わりの団旗を作成するよう依頼に来た青田と、同じように団旗の作成を依頼に来た西海大学の土屋に対し、「上がらずの大団旗」を上げるようコンテストを企画する。

#### 大虎 清正（おおとら・きよまさ）
会津若松白虎大学応援団長。37歳。
210cm200kg腕周り70cmの巨漢で作中随一の圧倒的な打たれ強さと怪力を誇る。青田赤道と正面から殴り合って圧倒したが持病の心臓病の発作により2度の対戦はいずれも中断した。趣味はストリップ鑑賞および出演。
会津若松白虎大学応援団は団員数200名を誇る強大な組織で他大学応援団に上納金を要求し、従わない場合は容赦のない制裁を行い大学そのものを潰したこともあるといわれる。

### 周囲の人物
山科（やましな）
南河内大学の教授。青田に何か頼まれると半ば強引に承認させられてしまう。
花園ローズ（はなぞの・ローズ）
ストリッパー。たまたま劇場に立ち寄った、当時の一回生の山本清が一目惚れし、山本は大学を中退してローズら一座と共に各地へ旅に出る。最終回では、売春容疑で大阪府警察の刑事に連行されそうになるが、富山や北口に救われる。
久本（ひさもと）
青田がよく世話になる質屋の主人。人間離れした風貌の一人娘・みすず（後述）が青田に惚れているので、親心を出して何とかくっつけようと躍起になっている。下の名前は不明。
久本みすず（ひさもと・みすず）
質屋の娘。人間離れした風貌と怪力の持ち主（青田いわく「金太郎のバケモン」）だが、意外に純情な性格で、青田に惚れ抜いている。
しかし、青田からは常に拒絶され続けているため過激すぎる行動に走ることが多く、一種のヤンデレ、およびストーカーであるとも言える。その行動が結果的に青田の窮地を救う場合もあるが、省みられることはまったく無い。また、不憫に思った父親も、青田とくっつけてやろうと何度か画策したことがある。
語尾にやたらと淫語（主として性器の名称。「～キンタマ」「～チンポ」「～おめこ」など）をくっつけて喋る。
青田が勝てない数少ない人物であり、青田の父、玄道とともに作中最強のキャラといえる（この二人は直接対決しており、玄道の槍を耐え抜いている）。
屁は途轍もなく強烈で、青田がガス中毒に罹りそうになったほど。
青田 玄道（あおた・げんどう）
青田赤道の父親で、地元山口県では名前の通った大地主。「あっぱれあっぱれ、甘茶でかっぽれ～」が口癖。
赤道が帰郷した際に実家で初登場。その後、剣道大会に参加するため来阪したり、団の合宿で沖縄に現れたこともある。
用心深い性格で、常に鎧兜を身にまとい、槍を肌身離さず持ち歩き、睡眠中でも目をつぶらない。
言動が息子以上にハチャメチャ（初登場時には障子越しに赤道を槍で突きまくった）な上、齢70を超えてもなお愛人を囲うなど女にも目がない。加えて赤道は彼一人に育てられたこともあって基本的に玄道には頭が上がらずにいるが、一応不満やそれ以上の信頼も持ち合わせている様子。
実はその道では名前の通った武芸者であり、当初は槍使いだったが、とある事件がきっかけで剣道に転向。ここでも努力と持ち前のセンスでめきめきと腕を上げる。参加した剣道大会では宿命のライバルに追い込まれて絶体絶命のピンチに陥るが、赤道の応援で気を取り直し、逆転勝利する。
美橋 豊子（みはし・とよこ）
北口の高校時代の同級生の女性。
北口は高校入学以来彼女に思いを寄せていた。
高校卒業後、東京の大学に進学したが、それから間もなく、母の経営するスナックがヤクザに騙し取られ、多額の借金を抱え込むことになった。
母の死後、借金の支払いのため、そのヤクザのオンナにされてしまい、大学を中退しキャバレーで働くようになる。そのキャバレーではナンバー1ホステスとなっていたが、そこで北口と再会。
北口は勇気を出して当該のヤクザと対決し、それ以降豊子はキャバレーを辞め、自分探しの旅に出る。
うたわしの三兄弟（うたわしのさんきょうだい）
3人兄弟のヤクザ。大阪・ミナミでは「ちょっとうるさい」存在。兄弟であるが、上の双子2人と下の1人とでは、身長も風貌も大きく異なる。肩が触れても、足を踏んでも「うたわす（関西地区で使われる言葉で、フラフラになり呻き声を出すまでに甚振ること）」ことをモットーとしている。
4回生3人と、金を掏ったか掏らないかでキャバレーでトラブルになり、3幹部は挙句の果てに身包みを剥ぎ取られる。3幹部は仕返しに三兄弟の車を潰してしまい、三兄弟はそのお礼参りに幹部室に押し掛け、3幹部を散々うたわすが、闖入してきた青田にはあっさりと負けてしまい、青田が作詞・作曲した卑猥な応援団歌を学生たちの面前で強制的に「歌わされる」ことになる。
小尾（おび）
南河内大学の便所や浄化槽の清掃業務を請け負っている業者の男。4回生3人からは、「肥えたんこの小尾」と呼ばれている。一度汲取り業務のため大学を訪問した際、1回生からの「OBの方ですか」との質問に「自分は小尾という者だ」と返答したところ、「OB」と聞き違えられ、異常な歓待を受けることになる。最終的にかなり調子に乗ってしまい、3回生以下の面々に3幹部をボコボコにさせた。

## 書誌情報
1975年、『週刊漫画アクション』10月16日号にて連載開始。1979年5月24日号まで連載。
- どおくまん『嗚呼!!花の応援団』双葉社〈アクションコミックス〉、全15巻

1. 1976年5月 1日発刊
2. 1976年7月10日発刊
3. 1976年8月 5日発刊
4. 1976年10月 1日発刊
5. 1977年1月 5日発刊
6. 1977年4月 1日発刊
7. 1977年8月20日発刊
8. 1977年11月1日発刊
9. 1978年1月5日発刊
10. 1978年4月20日発刊
11. 1978年7月5日発刊
12. 1978年10月15日発刊
13. 1979年1月8日発刊
14. 1979年4月15日発刊
15. 1979年7月1日発刊、ASIN B07BHC3QRT

- どおくまん『嗚呼!!花の応援団』双葉社〈アクションコミックス〉リニューアル版、全10巻

（上記のアクションコミックスを再編したもの。）
1. 1983年7月20日発刊、ISBN 978-4-575-48653-7
2. 1983年7月20日発刊、ISBN 978-4-575-48654-4
3. 1983年8月20日発刊、ISBN 978-4-575-48655-1
4. 1983年8月20日発刊、ISBN 978-4-575-48656-8
5. 1983年9月20日発刊、ISBN 978-4-575-48657-5
6. 1983年9月20日発刊、ISBN 978-4-575-48658-2
7. 1983年10月20日発刊、ISBN 978-4-575-48659-9
8. 1983年10月20日発刊、ISBN 978-4-575-48660-5
9. 1983年11月20日発刊、ISBN 978-4-575-48661-2
10. 1983年11月20日発刊、ISBN 978-4-575-48662-9

- どおくまん『嗚呼!!花の応援団』双葉社〈アクションコミックス・デラックス〉、全8巻

（上記のアクションコミックス版を再編したもの。）
1. 1989年9月発刊、ISBN 978-4-575-81580-1
2. 1989年10月発刊、ISBN 978-4-575-81587-0
3. 1989年11月発刊、ISBN 978-4-575-81597-9
4. 1989年12月発刊、ISBN 978-4-575-81605-1
5. 1990年1月発刊、ISBN 978-4-575-81614-3
6. 1990年2月発刊、ISBN 978-4-575-81620-4
7. 1990年3月発刊、ISBN 978-4-575-81629-7
8. 1990年4月発刊、ISBN 978-4-575-81636-5

- どおくまん『嗚呼!!花の応援団』ホーム社（集英社）〈ホームコミックス〉、全12巻

（上記のアクションコミックス版を再編したもの。）
1. 1994年10月、ISBN 978-4-8342-3131-1
2. 1994年11月、ISBN 978-4-8342-3132-8
3. 1994年12月、ISBN 978-4-8342-3133-5
4. 1995年1月、ISBN 978-4-8342-3134-2
5. 1995年2月、ISBN 978-4-8342-3135-9
6. 1995年3月、ISBN 978-4-8342-3136-6
7. 1995年4月、ISBN 978-4-8342-3137-3
8. 1995年5月、ISBN 978-4-8342-3138-0
9. 1995年6月24日、ISBN 978-4-8342-3139-7
10. 1995年7月24日、ISBN 978-4-8342-3140-3
11. 1995年8月26日、ISBN 978-4-8342-3141-0
12. 1995年9月24日、ISBN 978-4-8342-3142-7

- どおくまん『嗚呼!!花の応援団』双葉社〈アクションコミックス 3Coinsアクションオリジナル〉、全8巻

（上記のアクションコミックス版を再編したもの。）
1. 南河内大学応援団、青田赤道見参、2000年12月30日、ISBN 978-4-575-99027-0
2. 青田赤道、この冬一番熱い奴!!、2001年3月14日、ISBN 978-4-575-99031-7
3. 早春だ青春だ性春だ!、2001年4月14日、ISBN 978-4-575-99035-5
4. 赤道の一番危険な女、2001年7月20日、ISBN 978-4-575-99047-8
5. クエックエッ風速30米、2001年10月17日、ISBN 978-4-575-99057-7
6. 赤道のお見合大騒動、2002年1月19日、ISBN 978-4-575-99070-6
7. 赤道の新春寿大暴れ、2002年2月18日、ISBN 978-4-575-99074-4
8. 寒気だ歓喜だ赤道だ、2002年3月18日、ISBN 978-4-575-99079-9

- どおくまん『嗚呼!!花の応援団』徳間書店〈TOKUMA FAVORITE COMICS〉、全6巻

（上記のアクションコミックス版を再編したもの。）
1. 花より団旗篇、2007年4月5日、ISBN 978-4-19-780395-8
2. ガクラン無情篇、2007年5月10日、ISBN 978-4-19-780398-9
3. 大いなる悪名篇、2007年6月15日、ISBN 978-4-19-780401-6
4. だんじり男唄篇、2007年7月5日、ISBN 978-4-19-780404-7
5. 押忍!!ごんたくれ篇、2007年8月9日、ISBN 978-4-19-780409-2
6. エロスの錬金術篇、2007年9月6日、ISBN 978-4-19-780412-2

- どおくまん『嗚呼!!花の応援団』eBookJapan Plus〈電子書籍版〉、全15巻＋番外編1巻

1. 2014年11月14日、第1話 - 第11話
2. 2014年11月14日、第12話 - 第22話
3. 2014年11月14日、第23話 - 第31話
4. 2014年11月14日、第32話 - 第40話
5. 2014年11月14日、第41話 - 第48話
6. 2014年11月14日、第49話 - 第55話
7. 2014年11月14日、第56話 - 第61話
8. 2014年11月14日、第62話 - 第69話
9. 2014年11月14日、第70話 - 第75話
10. 2014年11月14日、第76話 - 第82話
11. 2014年11月14日、第83話 - 第89話
12. 2014年11月14日、第90話 - 第97話
13. 2014年11月14日、第98話 - 第101話、第99話は「その1」から「その4」の4回分
14. 2014年11月14日、第102話 - 第105話
15. 2014年11月14日、第106話 - 第111話

番外編 2014年11月14日、「美人留学生」の巻、「愛のすし食い放題」の巻、「家潰しの赤次郎」の巻

## 映画

### 昭和版
1976年から1977年にかけて映画全3作が日活で作られ、公開された。第1作目は日活久しぶりの一般映画だった。
騙されて無理矢理応援団に入団させられた1年生団員の視点で、破天荒な日常と親衛隊長・青田赤道が巻き起こす騒動を綴る。ところどころにお色気シーンも盛り込まれている。いずれも、田中陽造脚本・曽根中生監督によるが、青田赤道役の俳優は作品ごとに変わっている。第1作目の青田役の一般公募は全国から2000人を超す応募があり、オーディションが実施され、テレビ番組「せんみつのJOYJOYスタジオ」(NETテレビ)の中で行われた決勝大会で決定された。1作目の青田赤道役は、東海大学を前年卒業して当時建築現場で現場監督をやっていた今井均。撮影は東京調布の日活撮影所で、1作目は1976年7月1日クランクイン。いつもはポルノ女優の姿が目立つ撮影所は、応援団員の「オッス、オッス」のかけ声が一日中響いた。
第1作目は6億4000万円の配給収入を記録、1976年（昭和51年）の邦画配給収入ランキングの第8位となった。第1作目の観客動員数は220万人で、日活宣伝部によると興行収入は20億円に達する。
- 『嗚呼!!花の応援団』（1976年8月21日公開）
- 『嗚呼!!花の応援団 役者やのォー』（1976年12月25日公開）
- 『嗚呼!!花の応援団 男涙の親衛隊』（1977年3月19日公開）

|                                         | 第1作                           | 第2作                           | 第3作                           |
| --------------------------------------- | ------------------------------- | ------------------------------- | ------------------------------- |
| タイトル                                | 嗚呼!!花の応援団                | 嗚呼!!花の応援団 役者やのォー   | 嗚呼!!花の応援団 男涙の親衛隊   |
| 公開日                                  | 1976年8月21日                   | 1976年12月25日                  | 1977年3月19日                   |
| スタッフ                                |                                 |                                 |                                 |
| 企画                                    | 成田尚哉                        | 成田尚哉                        | 成田尚哉                        |
| 製作                                    | 三浦朗                          | 三浦朗                          | 三浦朗                          |
| 監督                                    | 曽根中生                        | 曽根中生                        | 曽根中生                        |
| 脚本                                    | 田中陽造                        | 田中陽造                        | 田中陽造                        |
| 原作                                    | どおくまんプロ                  | どおくまんプロ                  | どおくまんプロ                  |
| 撮影                                    | 山崎善弘                        | 山崎善弘                        | 森勝                            |
| 音楽                                    | コスモスファクトリー            | コスモスファクトリー            | コスモスファクトリー            |
| キャスト                                |                                 |                                 |                                 |
| 青田赤道 （南河内大学応援団親衛隊隊長） | 今井均                          | 井上治之                        | 本間進                          |
| 富山一美 （南河内大学応援団・一回生）   | 香田修                          | 香田修                          | 川畑信三                        |
| 北口光介 （南河内大学応援団・一回生）   | 深見博                          | 深見博                          | 深見博                          |
| 剛田 （南河内大学応援団・OB）           | 龍虎 （1・2作目は放駒清一名義） | 龍虎 （1・2作目は放駒清一名義） | 龍虎 （1・2作目は放駒清一名義） |
| 薬痴寺 （南河内大学応援団・OB）         | -                               | なぎらけんいち                  | なぎらけんいち                  |
| 木村 （南河内大学応援団・団長）         | 沢田情児                        | 沢田情児                        | 沢田情児                        |
| 下村 （南河内大学応援団・副団長）       | 坂田金太郎                      | 坂田金太郎                      | 坂田金太郎                      |
| 小川 （南河内大学応援団・統制部長）     | 本間進                          | 本間進                          | 堀礼文                          |
| 柏原 （南河内大学応援団・リーダー長）   | 堀礼文                          | 堀礼文                          | 松田茂樹                        |
| 小林 （南河内大学応援団・二回生）       | 野崎英則                        | 野崎英則                        | 野崎英則                        |
| 村上 （南河内大学応援団・一回生）       | 高瀬将嗣                        | 高瀬将嗣                        | 高瀬将嗣                        |
| 小池 （南河内大学応援団・一回生）       | 中尾繁                          | 中尾繁                          | 中尾繁                          |
| 前田 （南河内大学応援団・一回生）       | 檀喧太                          | 檀喧太                          | 檀喧太                          |
| 中島 （南河内大学応援団・一回生）       | 山田順一                        | 山田順一                        | 蔵内秀樹                        |
| 青田玄道 （青田の父）                   | 安部徹                          | -                               | 陶隆司                          |
| 角木 （浪華大応援団リーダー）           | 神戸誠                          | -                               | 神戸誠                          |
| 新子                                    | 宮下順子                        | 宮下順子                        | 宮下順子                        |
| 幹部                                    | 江野恵一                        | -                               | -                               |
| タバコ屋の親父                          | 長弘                            | -                               | -                               |
| 今田幾代                                | 伊佐山ひろ子                    | -                               | -                               |
| 高石絹代                                | 丘奈保美                        | -                               | -                               |
| 初江の客                                | 島村謙次                        | -                               | -                               |
| 初江                                    | 水原ゆう紀                      | -                               | -                               |
| 田村 （南河内大学応援団・一回生）       | -                               | 川畑信三                        | -                               |
| 貴子                                    | -                               | 宮井えりな                      | -                               |
| 花園ローズ                              | -                               | 片桐夕子                        | -                               |
| 質屋親父                                | -                               | 殿山泰司                        | -                               |
| 河内八郎太 （悪心会会長の孫）           | -                               | 松田茂樹                        | -                               |
| 悪心会会長                              | -                               | 山本麟一                        | -                               |
| 品川良子                                | -                               | -                               | 折口亜矢                        |
| 百恵                                    | -                               | -                               | 泉じゅん                        |
| 黒メガネの男                            | -                               | -                               | 谷本一                          |
| 石部助手                                | -                               | -                               | 河原崎長一郎                    |
| 五十嵐教授                              | -                               | -                               | 坂本長利                        |
| 浪華大応援団A                           | -                               | -                               | 高木公男                        |
| 浪華大応援団B                           | -                               | -                               | 磯敏也                          |
| 剣道審判                                | -                               | -                               | 木島一郎                        |
| ミス日本                                | -                               | -                               | 白川いづみ                      |
| ミニスカートの女                        | -                               | -                               | 岡尚美                          |

※ネガフィルムは、先の1作目を除き全てジャンク処分された。池袋の旧文芸座では、「ジャンクフィルム特集」が開催され、同シリーズ3作品が一挙公開された。
2012年に3作ともDVD化されている。

### 平成版
1996年11月9日公開。廃れつつあったバンカラ文化を未来に継承すべくリメイク版が作られた。
出演者の1人であり、すでに芸能界を引退し千葉県議員になっていた本間進が自らエグゼクティブプロデューサーとなり、同じく出演者であった高瀬将嗣がメガホンを執った。
ストーリーは高瀬道場のフルコンタクトアクションがふんだんに取り入れられている一方で、原作の雰囲気を可能な限り尊重した作りになっており、旧作ファンとの架け橋となるべく旧作出演者が応援団OBとして出演している。
出演
- 青田赤道：金井茂
- 香川有紀：藤谷美紀
- 富山一美：水橋研二
- 清田こずえ：望月さや
- 角木：遠藤憲一
- 麗華：夏目玲
- 舞戸：新井康弘
- 木村：島村日出人
- 小川：江戸松徹
- 下村：加賀谷圭
- 前田：三島ゆたか
- 小林：松永博史
- 北口：大柴邦彦
- 西城：森聖二
- サガット：松井哲也
- 石原：今井均
- 宍戸：井上治之
- 赤木：香田修
- 春山：三上真一郎
- 御手洗：出光元
- 大沢：赤星昇一郎
- 剛田：渡辺哲
- 薬痴寺：なぎら健壱
- 新子：宮下順子
- 応援団OB：今井均、井上治之、香田修、深見亮介、神戸誠、田原章雄
- 北斗晶、村上竜司、清水一彦、吉水孝宏、友金敏雄、飯島大介 ほか

スタッフ
- ゼネラルプロデューサー：本間進
- 脚本・監督：高瀬将嗣
- 撮影：佐藤徹
- 美術：菊川芳江
- 装飾：佐藤結樹
- 音楽：埜邑紀見男
- 音楽プロデューサー：石川光
- 録音：横野一氏工
- 照明：加藤松作
- 編集：奥原茂
- 助監督：井原真治
- 技斗：瀬木一将
- 現像：東映化学
- ラインプロデューサー：小橋孝裕、高野詩子
- エグゼクティブプロデューサー：山口友三、新井正勝
- 製作協力：にっかつ撮影所、高瀬道場
- 製作：「嗚呼!!花の応援団」製作実行委員会、株式会社進修、ガイズフィルム

## 音楽

### イメージソング
シングルレコード
- 歌はいずれも「異邦人」。

1. 嗚呼!!花の応援団[注 3]（1976年、ミノルフォン KA-1010）
  1. 嗚呼!!花の応援団
作詞：どおくまんプロ、作曲・編曲：小山恭弘
  2. 南河内大學応援歌 (南河内大学節)
作詞：どおくまんプロ、作曲・編曲：小山恭弘
2. SOULチョンワ（1976年、ミノルフォン KA-1022）
  1. SOULチョンワ
作曲・編曲：小山恭弘
  2. 嗚呼!! 役者やのう
作詞：兵藤穗積、作曲・編曲：小山恭弘
3. 太っ腹ブギ（ミノルフォン KA-1041）
  1. 太っ腹ブギ
作詞：駒あゆみ、作曲・編曲：小山恭弘
  2. 夕陽と団旗
作詞・作曲・編曲：小山恭弘

アルバムレコード
CD

### サウンドトラック
- 1976年 - 1977年にミノルフォンレコードから発売された各種レコードなどの復刻盤CD。

## パロディ・オマージュ
つの丸著『モンモンモン』
主要登場人物:ビッグ・ジョンの尊敬する人物として、青田赤道の名前を挙げている。
秋本治著『こちら葛飾区亀有公園前派出所』
第1巻「亀有の少年」で近所の子どもにいたずらされた主人公・両津勘吉が上司である大原部長に引継ぎの書類を見せて「ここの所がよくわからん説明してくれる？」と聞かれ、両津が書類に目を通すと「ちょんわちょんわ」「クエックエッ」「おめこ」「団のめんもくまるつぶれ！」と青田赤道の落書きをされた場面が描かれている。
柳沢きみお著『月とスッポン』
第3巻「なべ焼きうどんを食べたい～の巻」で同級生の藤波正平とその弟・豊和の焼きイモを取ろうとして軽蔑された主人公の新一とその弟・新平だが、これから食べるなべ焼きうどんを自慢して兄弟そろってアピールする新一兄弟に対抗して自分たちもチームワークのいいところをみせようと藤波兄弟が、藤波「ガビーン」豊和「クエックエッ」と本作のギャグを披露した事に新一が「おい他人のギャグをかってにつかっていいのかよ」と言うと作者(柳沢きみお)が現れ、「著者どおくまん氏とはとお～い某月刊誌(注：『月刊少年ジャンプ』)で共にデビュー作連載してたことあるし、その…月刊チャンピオンでもいっしょにのせてもらってるし、まんざら関係ないわけであることでだからこれぐらいつかっても許してもらえるんじゃ…」と言い訳する作者に「ま、いーけどよ、おまえも早く流行語ぐらいうめよ」と新一につっこまれる場面が描かれている。
きうちかずひろ著『ビー・バップ・ハイスクール』
第17巻No.133「恋愛野郎一発勝負」で彼氏にふられた級友の本城マキにチャンスだと思った主人公・加藤ヒロシが口説こうとするもマキから軽薄すぎる事を指摘され、相棒のトオルの彼女である翔子に相談し、アドバイスを受けたヒロシが再びマキにアタックし、いつもと違った(イメージチェンジした)キャラで寡黙な男を装って立ち去ろうとするヒロシに一部始終見ていたトオルが「役者やのぉ～」と声をかける場面が描かれている。
手塚治虫の漫画作品
『ブラック・ジャック』
第12巻第108話「お医者さんごっこ」で演技の上手な男の子・キートンが図体のでかい級友であるコングにイジメられる場面でコングが「よぉ、キートン。おまえ、役者やのォ」「おまえ役者の子だろ。舞台出たことあるんだろ？」と聞かれ、「あるけどちょっぴり」と答えるキートンにコングが「へー、役者やのー」とからかう場面が描かれている。
『三つ目がとおる』
イースター島編 第1章「小鬼が夜にやって来た」で小さなピラミッド型の“三角山”に発生した殺人事件を追っていた雲名警部が監禁されている部屋に同じく捕まった主人公の写楽が叩き込まれる。事件の黒幕ともいえるパンドラと名乗る男が、とある南の島で絶滅しかかっていた小鬼族(サルと人間を結ぶ、ミッシング・リング)である小人を飼い慣らし殺人集団に仕立てた事を明かした事に雲名警部が「わかったぞっ。きさま、この下等なサルを使って何か復讐をしようとしてるんだ!!チョンワ チョンワ」と発言する場面がある。
地下の都編 第1章「ただひとりの友」で猪鹿中に写楽を迎えに行くヒロインの和登サンだが、封印して能力を使えない幼児性の写楽は完全に馬鹿にされ虐げられのけ者にされ苛められている。写楽を連れて行こうとする和登サンだが、柔道、ラグビー、レスリング部といった猪鹿中の運動部員たちが総動員で邪魔をしようとするが、たった一人で立ち向かい運動部員たちを片っ端から蹴散らす和登サンが「この青田赤道のできそこないめ」と言いながら膝蹴りをくわらす場面が描かれている。